# Matthias Pötsch
Matthias Pötsch (* 1984 in Haag am Hausruck) ist ein österreichischer Kameramann und Bildgestalter.

## Leben
Matthias Pötsch arbeitete ab 2005 als Beleuchter für österreichische Spielfilme, bevor er 2009 ein Studium der Bildtechnik und Kamera an der Filmakademie Wien unter Wolfgang Thaler und Michael Haneke begann. Der im Studium entstandene Kurzfilm Petze wurde 2010 beim Filmfestival Camerimage in Bydgoszcz (Polen) gezeigt. Sein Spielfilmdebüt gab er 2018 mit der Tatort-Folge Her mit der Marie!, unter der Regie von Barbara Eder. Für diese Tatort Folge wurde er für die Romy 2019 nominiert. 
Regelmäßig arbeitet Pötsch mit Regisseur Daniel Prochaska zusammen, unter anderem für den Fernsehfilm Waidmannsdank und die Miniserie Glauben. Für den Kinospielfilm Das schaurige Haus war er 2021 für den Österreichischen Filmpreis nominiert.
2022 drehte er mit dem britischen Regisseur Terry McDonough den internationalen Spielfilm damaged. In den Hauptrollen waren Samuel L. Jackson und Vincent Cassel.
Matthias Pötsch lebt in Wien. Er ist Mitglied im Verband österreichischer Kameraleute (AAC).

## Filmografie (Auswahl)
- 2018: Tatort – Her mit der Marie (Fernsehreihe)
- 2018: Stadtkomödie – Geschenkt (Fernsehfilm)
- 2018: TNT Boxerstory (Kurzfilm)
- seit 2019: Die Toten vom Bodensee (Fernsehreihe)
  - 2019: Der Stumpengang
  - 2019: Die Meerjungfrau
  - 2020: Fluch aus der Tiefe
  - 2020: Der Blutritt
  - 2020: Der Wegspuk
  - 2021: Der Seelenkreis
- 2020: Das schaurige Haus (Spielfilm)
- 2020: Landkrimi – Waidmannsdank (Fernsehreihe)
- 2021: Glauben (Miniserie)
- 2022: Das Netz – Prometheus (Fernsehserie)
- 2023: Blind ermittelt – Mord an der Donau (Fernsehreihe)
- 2023: Am Ende – Die Macht der Kränkung (Fernsehserie)
- 2024: Damaged (Spielfilm)
- 2025: Ein Mädchen namens Willow (Spielfilm)
- 2025: Exterritorial (Spielfilm)

## Auszeichnungen und Nominierungen
- Romyverleihung 2019 – Nominierung in der Kategorie Beste Bildgestaltung TV-Fiction für Tatort: Her mit der Marie![5]
- Österreichischer Filmpreis 2021 – Nominierung in der Kategorie Beste Kamera für Das schaurige Haus[6]

## Festivalteilnahmen
- 2018: Oaxaca Film Festival
- 2018: Montreal World Film Festival
- 2016: Cannes Shortfilm Festival (Winner Best Sci-Fi Musicvideo)
- 2014: Seoul International Student Film Festival
- 2013: Montreal Student Film Festival
- 2013 Encounters Film Festival
- 2012: Vienna Independent Shorts
- 2012: Kurzfilmfestival Shortynale
- 2010: Camerimage Student Panorama